# Scotopteryx grafi
Scotopteryx grafi là một loài bướm đêm trong họ Geometridae.